# Лесовозный
Лесово́зный — разъезд в Прибайкальском районе Бурятии. Входит в сельское поселение «Ильинское».

## География
Расположен в 2 км к юго-западу от центральной части села Ильинка по южной стороне Транссибирской магистрали, в 200 м к югу от федеральной автомагистрали «Байкал».

## Население
| 2002 | 2010 | 2021 |
| ---- | ---- | ---- |
| 109  | ↗116 | ↘97  |

## Экономика
Путевой пост Лесовозный Восточно-Сибирской железной дороги.